# Montescudaio
Montescudaio település Olaszországban, Toszkána régióban, Pisa megyében. Lakosainak száma 2144 fő (2023. január 1.). Montescudaio Guardistallo, Riparbella, Cecina és Montecatini Val di Cecina községekkel határos.

## Népesség
A település lakossága az elmúlt években az alábbi módon változott:
| Lakosok száma | 2169 | 2198 | 2144 |
|               | 2017 | 2018 | 2023 |